# Magnus den Stærke
Magnus den Stærke, Magnus Nielsen eller Magnus Nilsson (ca. 1106- 4. juni  1134) var en dansk prins og en tid konge over gøterne, søn af kong Niels 1104-1134 og Margrete Fredkulla, der var ældste datter af Inge Stenkilsson den ældre af Sverige. Fra april til juni 1134 var han tillige anerkendt som medkonge i Danmark.
Moderen Margrete havde været gift med den norske konge Magnus Barfod. Sønnens navn kan være til minde om den norske konge, som døde i et slag i Irland, da navnet ikke var almindeligt i Danmark.
I 1129 blev Magnus gift med prinsesse Rikissa af Polen (1106-1155), datter af Boleslav 3. af Polen og Salome af Berg. De fik sønnen Knud, den senere Knud 5. af Danmark, som var dansk konge 1146-1157 sammen med Svend Grathe og Valdemar den Store. Deres anden søn hed Niels Magnussen. Efter Magnus' død giftede hun sig med storhertug Volodar af Minsk, og med ham fik hun datteren Sofia af Minsk, som hendes halvbror Knud bortgiftede til sin rival, den senere kong Valdemar den Store. Hendes tredje ægteskab var med kong Sverker Karlsson den Ældre af Sverige, en tidligere rival til hendes første ægtemand. Kronikører har angivet Sune Sik Sverkersson og Burislev Sverkersson som børn af dette ægteskab.
Magnus krævede den svenske trone, da hans fætter Inge 2. den Yngre døde i 1125, da han var det ældste barnebarn af kong Inge Stenkilsson den Ældre. Gøterne valgte ham som konge, men sveerne nedlagde veto, da vestgötisk lov slog fast, at det var sveerne, som havde retten til at vælge eller afsætte en konge. Han er ikke nævnt i det vestgøtiske lovværk, men anerkendes i dag som en af Sveriges mange konger fra middelalderen. Omkring 1130 blev han forvist af Sverker den Ældre.
Magnus den Stærke stod bag et af danmarkshistoriens mest berygtede mord, der sendte Danmark ud i en borgerkrig, da han d. 7. januar 1131 myrdede sin fætter Knud Lavard. Knud ønskede muligvis tronen efter Niels i lige så høj grad som Magnus. Mordet på Knud Lavard udløste tronstridigheder og  borgerkrigslignende tilstande i Danmark der varede ved de følgende 3-4 år.
I april 1134 var Magnus på besøg hos kejser Lothar III og d. 15. april ved et rigsmøde i Halberstadt aflagde Magnus lensed til kejseren, mens denne til gengæld lod Magnus hylde og krone som konge af Danmark.
Snart efter kom det dog til et afgørende slag i borgerkrigen, hvor modstanderen Erik Emune, der havde forstærket sine tropper med 300 lejede tyske ryttersoldater, vandt en afgørende sejr i slaget ved Fodevig i Skåne d. 4. juni 1134. Magnus og adskillige biskopper og præster faldt i dette slag. Hans far, kong Niels, undslap, men blev dræbt af borgere i Slesvig by kort efter. Hvorfor kong Niels drog ind i Slesvig, hvis indbyggere var Knud Lavards ivrigste tilhængere, er en gåde. Prøvede han selv at opnå den samme martyrposition, som snart skulle blive Knud Lavard til del?
Magnus' søn, Knud 5. kæmpede mod sin fætter Svend Grathe om tronen. Hans legitime slægt uddøde med mordet på Knud 5. i 1157. Knuds illegitime søn, biskop Valdemar ærkebiskop af Bremen og biskop af Slesvig, døde i 1236.